# Atrichornis clamosus
El matorralero bullicioso (Atrichornis clamosus) es una especie de ave paseriforme de la familia Atrichornithidae endémica del suroeste de Australia. Esta especie se descubrió por primera vez en el año 1842 en el sudoeste de Australia. La especie se creyó extinta por la ciencia durante más de 100 años hasta que se descubrió una población viva en la Reserva Natural Two Peoples Bay, al este de Albany, en Australia occidental, en la década de 1960. Desde entonces se puso en marcha un plan de recuperación de la especie. Se trasladaron ejemplares para generar nuevas poblaciones en el Parque nacional Waychinicup, isla Bald, así como en los montes Porongorup, donde un incendio eliminó gran parte de esta nueva población.

## Distribución y hábitat
Su hábitat natural son los matorrales templados. Los matorraleros bulliciosos son una de las especies de aves más escasas de Australia. Se creía extinta hasta que se descubrió una población al este de Albany, en Australia occidental, en la década de 1960. Desde entonces, se ha puesto en marcha un plan de recuperación. Las poblaciones de la ave se han trasladado a la cercana isla Bald, en el parque nacional Waychinicup, así como a las cordilleras Porongorup, donde un incendio forestal había destruido gran parte de la población.
Una razón por la que las poblaciones de esta especie están tan amenazadas es debido a que es muy endémica y con condiciones de vida y nichos específicos . Además, también requieren una hojarasca muy densa para alimentarse de los invertebrados que degradan las hojas, que son sus preferencias. Habitan típicamente en áreas que se han estado recuperando durante aproximadamente 10 años, pero se han reportado colonizaciones tan pronto como 2 años después del daño. Nunca se ha registrado que la ave matorralera habite un área que no haya sido quemada o dañada en los últimos 50 años. Su área de distribución conocida es de aproximadamente 45 km² combinada.

## Conservación
Está amenazado por la pérdida de su hábitat, por lo que está clasificado en la categoría de especie amenazada de la Lista Roja de la UICN. La especie se presumía extinta cuando Edwin Ashby buscó sin éxito en Ellensbrook ( río Margaret ) en 1920, aunque tomó nota de un informe de un residente sobre su llamado y movimientos en el bosque profundo de karri y anticipó que sería redescubierto en un hábitat similar.
Las poblaciones de esta especie están disminuyendo a pesar de 50 años de conservación y manejo. Las principales amenazas incluyen los incendios forestales, la depredación por especies introducidas como zorros, gatos salvajes y ratas, la degradación del hábitat, los hongos del suelo, los mamíferos introducidos, el cambio climático y la falta de variación genética. El manejo llevado a cabo se ha centrado en gran medida en el control de la depredación y la obtención de datos mediante estudios topográficos y rastreadores de radio. Si bien ha habido algunos grandes éxitos con la reintroducción y el manejo, los incendios provocados por rayos han dañado gran parte del progreso de manejo.
El hongo Phytophthora cinnamomi se ha vuelto más abundante en el área de distribución del pájaro matorralero y tiene la capacidad de matar y degradar grandes cantidades de bosque, lo que puede afectar gravemente la diversidad del bosque y podría desplazar fácil y rápidamente a muchos de los pájaros matorraleros restantes. Se ha demostrado que la muerte regresiva del bosque debido a este hongo aumenta la cantidad de depredadores en el área, pero aún no se ha demostrado que tenga algún efecto sobre las poblaciones del pájaro matorralero.
Se han intentado varias veces translocaciones a áreas de distribución nativas con poco éxito debido a que esta especie requiere un hábitat muy específico. Estas translocaciones incluso requirieron la eliminación de todos los depredadores potenciales para la especie, pero aun así tuvieron poco éxito.
El mejor método de conservación puede ser el reintroducir a la especie en sus áreas de distribución nativas mediante un cuidadoso seguimiento de las poblaciones y el control de los incendios forestales. Un incendio en las pocas concentraciones importantes de sus poblaciones podría ser perjudicial para todos los esfuerzos de conservación anteriores.